# Shōichi Hasegawa

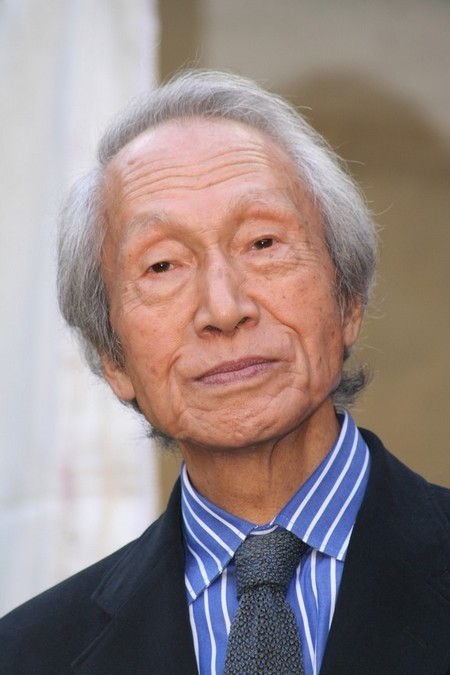
Shōichi Hasegawa

Shōichi Hasegawa (jap. 長谷川 彰一, Hasegawa Shōichi; * 7. September 1929 in Yaizu, Präfektur Shizuoka, Japan; † 22. Februar 2023 in Paris) war ein in Paris lebender japanischer Maler und Grafiker.

## Biografie
Hasegawa arbeitete nach der Ausbildung zum Funker bei der japanischen Post Hasegawa im Hauptpostamt von Yaizu. Nebenher begann er sein Zeichentalent zu entwickeln und beschloss eine Kunstmalerlehre zu beginnen.
Von 1945 bis 1951 folgten dann Ausbildung und Studium, zunächst bei Yoshinari Koga, einem Künstler von lokaler Bedeutung (realistische Porträts und Landschaften), dann Übersiedlung nach Tokio und Studium der Malerei an der Akademie Koguga. Während seines Studiums in Tokio wurde er besonders von Tasuku Kasukabe, einem bedeutenden Aquarellisten, beeinflusst, der für ihn die Verbindung zu einer Aquarellisten-Vereinigung herstellte, an deren Ausstellung Hasegawa sich beteiligte.
Großen Einfluss auf Hasegawas Entwicklung, sowohl auf der technischen wie auch der konzeptionellen Ebene, hatte seine Bekanntschaft mit dem namhaften japanischen Maler Kawaguchi Kigau, der während der 20er Jahre in Paris an den Recherchen der Kubisten und Surrealisten teilgenommen hatte.
1961 siedelte Hasegawa mit seiner Frau nach Paris über, um die in Japan wenig gebräuchliche Radiertechnik zu erlernen. Er wurde Schüler im Atelier Hayter, das damals als die Wiege der Künstler-Grafik in Frankreich galt. In Paris geriet er mehr und mehr unter europäischen Einfluss, besonders deutlich sind die Beziehungen seiner Arbeiten zu Paul Klee.

## Werk
Hasegawas Werk umfasst neben Ölmalerei vor allem Aquarelle und Farbradierungen, bei denen sich zart nuancierte Farbflächen mit einem feinen Lineament verbinden, das Gegenständlichkeit oft nur anklingen lässt. Die Farbigkeit schafft oft eine unbestimmt schwebende Räumlichkeit. Sein japanischer Einfluss zeigt sich in der äußerst delikaten Zurückhaltung in der Bildgestaltung, wobei der Einbeziehung des leeren Raumes eine besondere Bedeutung zukommt.

### Stimmen zum Werk
- “My expression lies between Orient and Occident.” Shōichi Hasegawa[4]
- „Shōichi Hasegawa ist wahrscheinlich der musikalischste der heutigen japanischen Künstler. Die aquarellierte Durchsichtigkeit seiner Werke, die Feinheit seines Zeichnens, der leichte Strich seiner Pinsel sowie die fast symbolische Aufgabe seiner Motive erinnern an die Technik des anderen Prinzen der plastischen Musik, Paul Klee. Hasegawa ist in erster Linie Japaner. Die Musik, die er beim Malen hört, ist japanisch. Seine Pinsel, seine Pulver, die er mischt und mit Hautkleber verbindet, kommen aus der ältesten Handwerkstradition. Er arbeitet auf feinem Japanpapier, das er anschließend aufzieht, um uns durch jedes seiner Bilder die außergewöhnliche Leichtigkeit seiner Weltanschauung mitzuteilen. Shoichi Hasegawa ist ein ausgezeichneter Graveur - er hat internationale Preise gesammelt. Aber seine erstaunliche Fingerfertigkeit versteckt sich hinter seinen meisterhaften Kompositionen, die einem noch lange nachdem der Blick sie erfasst hat, in Erinnerung bleiben. Er verbindet wie kein anderer die feinste Farbskala in der hauchzarten Geometrie seiner Zeichen. Einige seiner Radierungen erscheinen durch das feine Labyrinth ihrer Striche wie geistige Mikroprozessoren, von denen jede einzelne Linie energiegeladen ist.“ André Parinaud[5]

## Ausstellungen

### In den ersten Jahren
- von 1951 bis 1954 drei Aquarellausstellungen an der japanischen Akademie der Schönen Künste
- 1957 erste Einzelausstellung in Tokio
- 1959 zweite Ausstellung in Tokio
- 1965 Internationale Grafikausstellung in Ljubljana
- 1968 Internationale Grafikausstellung in Como / 1. Preis

Es folgen internationale Ausstellungen in den USA, Afrika, Europa und Japan.

### Aktuelle
- 2008 Orient und Okzident – Friedensreich Hundertwasser & Shoichi Hasegawa in Schwerin
- 2011 Orient und Okzident – Friedensreich Hundertwasser & Shoichi Hasegawa in Rotenburg an der Fulda
- 2014 Ausstellung HASEGAWA vom 28. März 2014 bis 26. April 2014 in Strasbourg, Galerie L'Estampe . Aquarelle aus den Jahren 2013 und 2014 und Originalgrafiken.
- 2014 Orient und Okzident – Friedensreich Hundertwasser & Shoichi Hasegawa im Münchner Künstlerhaus, 16. Juli bis 18. September 2014
- 2017 "Hasegawa" - Werke von 2007 bis 2017 vom 1. April bis 30. April 2017 in Strasbourg, L'Estampe - galerie d'art & éditeur.

### Einzelne Bilder
- Emergence
- Portes ouvertes sur la ville
- Fonds Marine
- La Lite Retrouve
- Village perche
- soleile rouge

### Weitere Quellen
- Photos der Regatta Gallery in Surrey
- Photos der Ausstellung der Galerie de Grancy in Lausanne
- Ausstellung „Orient und Okzident“ – Friedensreich Hundertwasser & Shoichi Hasegawa in Schwerin
- NDR Kultur 14. August 2008 – Orient und Okzident bunt in Schwerin